# Les Aventures de Bernard et Bianca
Vous lisez un « article de qualité » labellisé en 2021.
Pour l’article homonyme, voir Bernard et Bianca (album).
Cette page contient des caractères spéciaux ou non latins. S’ils s’affichent mal (▯, ?, etc.), consultez la page d’aide Unicode.
Série Classiques d'animation Disney
Les Aventures de Winnie l'ourson
(1977) Rox et Rouky
(1981)
Série Bernard et Bianca
Bernard et Bianca au pays des kangourous
(1990)
Pour plus de détails, voir Fiche technique et Distribution.
Les Aventures de Bernard et Bianca (The Rescuers) est le 29e long-métrage d'animation et le 23e « Classique d'animation » des studios Disney. Sorti en 1977, il est adapté des ouvrages de Margery Sharp, The Rescuers (1959) et Miss Bianca (1962).
Après une tentative d'adaptation abandonnée du vivant de Walt Disney, opposé à la présence de références politiques dans le projet, le film est finalement mis en production en 1973. Il devient ainsi le premier projet des nouveaux animateurs des studios Disney. Les Aventures de Bernard et Bianca marque en effet le début de la transition entre l'ancienne et la nouvelle génération d'animateurs destinée à prendre la relève du studio Disney.
Malgré un dépassement de budget en comparaison aux précédents longs-métrages d'animation du studio Disney, le film reçoit un accueil critique très positif et connaît un grand succès préfigurant la « renaissance Disney » avec des films comme La Petite Sirène, Aladdin ou Le Roi Lion.
Les critiques, qui ont mal accueilli Les Aristochats et Robin des Bois, saluent chaleureusement la conception et le scénario, preuve de l'attente au retour d'un film d'animation Disney avec sentiments. Le film permet en effet au studio Disney de renouer avec les longs-métrages d'animation centrés sur un scénario et de l'émotion, dans la lignée des premiers longs-métrages (Blanche-Neige et les Sept Nains, Dumbo, Bambi), mais disparus depuis La Belle au Bois Dormant (1959). Il amène également les studios à abandonner la production des longs-métrages d'animation au ton léger, comme Le Livre de la jungle ou Robin des Bois, par nécessité de la richesse du scénario.
Le film connaît également le succès mondial, notamment en Allemagne et en France, où il dépasse La Guerre des étoiles. Il devient ainsi le plus gros succès de l'année au box-office français, ce qui fait des Aventures de Bernard et Bianca le dernier film d'animation Disney à se hisser en tête du box-office avant Le Roi lion (1994). Du fait de cet important succès, le film ravive l'intérêt de la critique et du public pour l'animation, quelque peu oubliée depuis le début des années 1970.
Les Aventures de Bernard et Bianca est le premier film d'animation sorti en Dolby stéréo, un nouveau système sonore donnant à la bande-son une qualité supérieure aux précédents films d'animation. Cependant, peu de salles étant encore équipées à cette époque pour le Dolby stéréo, le film sort également en son monophonique.
Une suite, intitulée Bernard et Bianca au pays des kangourous, sort en 1990 pour capitaliser sur le succès du film.

## Synopsis
Une jeune orpheline nommée Penny est enlevée et enfermée dans un bateau à aube abandonné du Bayou du Diable. Un jour, elle jette à l'eau une bouteille contenant un message de détresse. La bouteille dérive dans l'océan et finalement s'échoue dans le port de New York où elle  est découverte par la SOS Société, une organisation internationale de souris qui a élu domicile dans les caves du bâtiment des Nations unies. Miss Bianca, une souris blanche déléguée de Hongrie, se porte volontaire au secours de Penny. Après un temps d'hésitation, le président de la SOS Société suggère de lui adjoindre un coéquipier. Ne sachant qui choisir entre les différents délégués masculins prêts à l'accompagner, Bianca choisit finalement à la surprise générale Bernard, le concierge balbutiant atteint de triskaïdékaphobie.
Le duo se rend d'abord à l'endroit auquel la lettre était destinée : l'orphelinat Clair Matin (Morningside en VO) où vivait Penny. Les souris y rencontrent un vieux chat nommé Rufus. Celui-ci leur apprend que les autorités humaines ont renoncé à rechercher l'orpheline, considérant sa disparition comme une fugue à cause du fait qu'elle pensait ne jamais pouvoir être adoptée. Il mentionne également Mme Médusa, qui avait tenté d'entrainer un jour Penny dans une combine louche. Bien qu'estimant que cette piste ne peut mener nulle part, il donne aux souris l'adresse du magasin de prêt-sur-gage. Sur place, Bernard et Bianca surprennent une conversation téléphonique entre Médusa et son associé Snoops. Ils apprennent que les deux compères sont bien les ravisseurs de Penny, qu'ils séquestrent au Bayou du Diable, et qu'ils sont à la recherche du plus gros diamant du monde, l’Œil du Diable.
Face à l'incapacité de Snoops d'empêcher Penny d'envoyer des messages dans des bouteilles, Médusa décide de les rejoindre. Bernard et Bianca tentent de l'accompagner discrètement mais sont expulsés de la voiture pendant le trajet jusqu'à l'aéroport à cause de la conduite irresponsable de Médusa. Grâce à un albatros du nom d'Orville, les deux souris parviennent finalement jusqu'au bayou alors que Penny est en train de faire une nouvelle tentative d'évasion à travers les marécages. Les deux équipiers se lient d'amitié avec Annie Bouée et son mari Luke, exaspérés comme la majorité des habitants du bayou par la présence de Médusa. Ces derniers proposent leur aide et celle de leurs voisins. Le groupe voit alors que Penny est rattrapée par Néron et Brutus, les crocodiles de Médusa. Avec l'aide de la libellule Evinrude, Bernard et Bianca prennent non sans difficultés les reptiles en filature et localisent ainsi le bateau où Penny est détenue.
Les deux souris surprennent une discussion entre Médusa et Snoops qui leur apprend la vraie raison pour laquelle Penny a été enlevée : sa petite taille lui permet de passer l'étroit passage donnant sur une grotte où est caché l’Œil du Diable. Après avoir été pourchassés par les deux crocodiles, Bernard et Bianca trouvent Penny et préparent un plan d'évasion avec elle tandis qu'Evinrude alerte les locaux qui se sont réunis chez Annie et Luke en attendant leur signal. Mais Evinrude est retardée par un groupe de chauves-souris qui l'ont prise en chasse et doit se cacher. Le lendemain matin, Médusa et Snoops emmènent Penny dans la caverne où se trouve l'Œil. Pour la forcer à récupérer le diamant, Médusa garde avec elle son ours en peluche. Bernard et Bianca sont cachés dans la poche de la jupe de la petite fille que Snoops fait descendre dans la grotte. Ensemble, ils arrivent à trouver la pierre précieuse, dissimulée dans le crâne de l'un des pirates morts dans cette grotte. Toutefois, le crâne est fermement coincé dans la roche et l'eau est montée dangereusement durant leurs recherches. Malgré les supplications de Penny, apeurée par la marée, Médusa refuse de la faire remonter. La fillette utilise un sabre pour entrouvrir la mâchoire du crâne pendant que les souris essayent de le sortir depuis l'intérieur. Ils parviennent in extremis à récupérer le diamant et arrivent à rejoindre tant bien que mal la sortie.
À sa sortie de la grotte, Penny est interceptée par Snoops et Médusa. Cette dernière souhaitant duper son comparse, prend le diamant et le cache dans l'ours en peluche. De retour au bateau, elle pointe un fusil sur son associé et Penny afin de les empêcher de la suivre. Mais en s'enfuyant, elle trébuche sur un câble tendu par Bernard et Bianca et fait tomber l'ours. Penny récupère sa peluche et s'enfuit en courant. Les animaux du voisinage, enfin prévenus, arrivent alors au bateau et aident les souris à emprisonner les deux crocodiles. Ensuite, ils allument les feux d'artifice que Snoops stockait sur le bateau pour localiser Penny lors de ses tentatives d'évasion nocturnes, augmentant le chaos et faisant sombrer le bateau sous les eaux du bayou. Pendant ce temps, les souris et Penny arrivent à voler l'hydroglisseur artisanal de Médusa. Cette dernière tente en vain de les poursuivre en utilisant ses crocodiles comme des skis nautiques mais finit accrochée à l'une des cheminées du bateau tandis que les deux sauriens irrités par la manœuvre essayent de l'attraper, le tout sous le regard moqueur de Snoops qui s'éloigne sur un radeau de fortune.
De retour à New York, la SOS Société regarde un reportage sur la découverte par Penny du diamant de l’Œil du Diable qui a été offert à la Smithsonian Institution et sur l'adoption de la jeune fille. La réunion est interrompue par Evinrude qui survient avec un appel à l'aide qui amène Bernard et Bianca vers une nouvelle aventure.

## Fiche technique
- Titre original : The Rescuers
- Titre français : Les Aventures de Bernard et Bianca
- Réalisation : Wolfgang Reitherman, Art Stevens et John Lounsbery, assistés de Richard Rich et Jeff Patch
- Scénario : Larry Clemmons, Ken Anderson, Frank Thomas, Vance Gerry, David Michener, Ted Berman, Fred Lucky, Burny Mattinson et Dick Sebast d'après Margery Sharp
- Conception graphique :
  - Direction artistique : Don Griffith
  - Cadrage (Layout) : Joe Hale, Guy Deel, Tom Lay et Sylvia Roemer
  - Stylisme couleur : Al Dempster
  - Décors : Jim Coleman, Ann Guenther et Daniela Bielecka
  - Conception du générique : Melvin Shaw, Eric Larson et Burny Mattinson
- Animation :
  - Supervision : Milt Kahl, Ollie Johnston, Frank Thomas et Don Bluth
  - Animation des personnages : John Pomeroy, Cliff Nordberg, Gary Goldman, Andy Gaskill, Dale Baer, Art Stevens, Chuck Harvey, Ron Clements, Bob McCrea, Bill Hajee et Glen Keane
  - Effets spéciaux : Jack Buckley, Ted Kierscey, Dorse A. Lanpher, James L. George et Dick Lucas
  - Assistants animation-clé : Stan Green, Dale Oliver, Chuck Williams, Walt Stanchfield, Harry Hester, Dave Suding et Leroy Cross
  - Assistants animateurs (non crédités)[2] : Jane Baer, Randy Cartwright, Ed Gombert et Tad Stones
- Son : Herb Taylor
- Montage : James Melton et Jim Koford (film), Evelyn Kennedy (musique)
- Musique :
  - Composition et direction : Artie Butler
  - Chansons : Carol Connors , Ayn Robbins, Robert MacArthur Crawford et Sammy Fain
- Direction de production : Don Duckwall
- Production exécutive : Ron Miller
- Production déléguée : Wolfgang Reitherman
- Société de production : Walt Disney Pictures
- Société de distribution : Buena Vista Pictures Distribution
- Pays d'origine :  États-Unis
- Langue originale : anglais
- Budget : 7 500 000 USD
- Format : couleurs - 35 mm - 1,66:1 (1,75:1 étendu) - Mono/Dolby Stéréo (RCA Sound System).
- Durée : 77 minutes
- Dates de sortie :
  - États-Unis : 22 juin 1977
  - France : 30 novembre 1977

Sauf mention contraire, les informations proviennent des sources suivantes : Leonard Maltin, John Grant, Mark Arnold et IMDb.

## Distribution

### Voix originales
- Bob Newhart : Bernard
- Eva Gabor : Miss Bianca
- Robie Lester : Miss Bianca (chant)
- Geraldine Page : Madame Medusa
- Joe Flynn : Mr Snoops
- Jeanette Nolan : Ellie Mae (Annie Bouée)
- Pat Buttram : Luke
- Jim Jordan : Orville
- John McIntire : Rufus
- Michelle Stacy : Penny
- Bernard Fox : Mr Chairman (le Président de la SOS Société)
- Larry Clemmons : Gramps (Tortue)
- James G. MacDonald : Evinrude
- George Lindsey : Rabbit (Lapin)
- Bill McMillian : TV Announcer (Présentateur TV)
- Dub Taylor : Digger (Taupe)
- John Fiedler : Owl (Hibou)
- Shelby Flint : Soliste

Sauf mention contraire, les informations proviennent des sources suivantes : Leonard Maltin, John Grant et Mark Arnold.

### Voix françaises
- Roger Carel : Bernard
- Béatrice Delfe : Bianca[7]
- Anne Germain : Bianca (chant)
- Perrette Pradier : Mme Médusa
- Philippe Dumat : M. Snoops
- Aurélia Bruno : Penny
- Teddy Bilis : Rufus
- Francis Lax : Orville
- Jane Val : Annie Bouée
- Gérard Hernandez : Luke
- Georges Riquier : le Président de la SOS Société
- Henry Djanik : la Tortue
- Albert Augier : le Hibou
- Pierre Garin : la Taupe
- Serge Lhorca : le Lapin
- Jean Berger : Présentateur TV
- Dominique Poulain : Chanteuse soliste
- Michel Gudin : Voix aéroport

Version française
- Société de doublage : Société parisienne de sonorisation (SPS)
- Direction artistique : Jean-Pierre Dorat
- Direction musicale : Georges Tzipine
- Adaptation des dialogues : Natacha Nahon
- Adaptation des chansons : Pierre Delanoë

## Distinctions

### Récompenses
- National Board of Review 1977 : Mention spéciale
- Golden Screen 1978

### Nomination
- Oscars 1978 : Meilleure chanson originale pour Someone's Waiting for You (Carol Connors , Ayn Robbins et Sammy Fain)[8].

## Sorties cinéma
Sauf mention contraire, les informations suivantes sont issues de l’Internet Movie Database.

### Premières nationales
- États-Unis : 22 juin 1977
- Espagne : 25 novembre 1977
- France : 30 novembre 1977
- Italie / Pays-Bas : 15 décembre 1977
- Allemagne de l'Ouest : 16 décembre 1977
- Hong Kong : 22 décembre 1977
- Australie : 29 décembre 1977
- Mexique : 29 juin 1978
- Argentine : 13 juillet 1978
- Suède : 2 décembre 1978
- Colombie : 21 décembre 1978
- Finlande : 22 décembre 1978
- Danemark: 26 décembre 1978
- Japon : 19 décembre 1981

### Ressorties principales
- États-Unis : 16 décembre 1983, 17 mars 1989
- Allemagne de l'ouest : 7 décembre 1984, 5 avril 1990
- Italie : 24 décembre 1984, 30 mars 1990
- France : 2 décembre 1987
- Australie : 13 décembre 1990

## Sorties vidéo
- 1989 : VHS avec recadrage 4/3 (plein écran)
- 18 mars 1991 : VHS avec recadrage 4/3
- 3 juillet 1997 : VHS avec recadrage 4/3
- 3 juillet 1997 : Laserdisc avec format cinéma 1:66
- 15 octobre 2002 : DVD avec format cinéma incluant Trois Mousquetaires aveugles
- 26 novembre 2003 : VHS avec recadrage 4/3
- 19 octobre 2005 : Coffret 2 DVD avec format cinéma
- 26 octobre 2006 : Coffret 2 DVD avec format cinéma
- 2 novembre 2012 : Bluray

## Origine et production
Bernard et Bianca est, à l'origine, une série de neuf romans écrite par Margery Sharp : The Rescuers (1959), Miss Bianca (1962), The Turret (1963), Miss Bianca in the Salt Mines (1966), Miss Bianca in the Orient (1970), Miss Bianca in the Antarctic (1971), Miss Bianca and the Bridesmaid (1972), Bernard the Brave (1977) et Bernard into Battle (1978). Ce n'est qu'après la sortie du second roman en 1962, que l'idée d'adapter Miss Bianca en film d'animation est évoquée au sein du studio qui acquiert les droits d'adaptation de la série et non juste du premier tome. Le concept de base est de raconter les aventures de souris ayant fondé une agence internationale d'aide aux victimes installée dans les sous-sols du siège de l'ONU, à New York. Le film s'appuie finalement sur les deux premiers tomes. L'idée de cette adaptation date de la période où Walt Disney était encore en vie. Mark Arnold situe le premier projet en 1962.

### Premiers développements
La première tentative d'adaptation s'organise autour de la libération d'un prisonnier enfermé dans une forteresse d'une zone sibérienne sous le joug d'un régime totalitaire. Ce scénario adapte le premier tome du roman dans lequel Bianca, Bernard et une troisième souris nommée Nils viennent en aide à un poète norvégien emprisonné,. Walt Disney avait suggéré de remplacer le poète par un ours polaire nommé Willie, prisonnier d'un zoo. Le projet est abandonné à la suite d'une décision de Walt Disney qui désapprouvait l'incursion de la politique dans le divertissement,.
Après la mort de Walt Disney en 1966, au moins trois des histoires de Margery Sharp sont envisagées. Le projet ne reprend qu'en janvier 1973 en utilisant à nouveau le second roman comme source principale d'inspiration. Le film s'appuie donc sur les deux premiers tomes, The Rescuers et Miss Bianca. Le scénario qui sort du lot concerne une petite orpheline nommée Penny, enlevée dans le bayou du sud américain par Mme Médusa, qui souhaite profiter de sa taille pour récupérer un diamant caché dans une cave.
Au début des années 1970, deux productions sont entamées mais la direction du studio décide qu'une seule peut sortir au cinéma. Ces deux premières productions, qui n'ont pas été lancées par Walt Disney, sont Scruffy et l'adaptation des histoires de Margery Sharp. Les adaptations de Sharp sont dirigées par Don Bluth et vues comme un moyen d'entraîner les jeunes animateurs, mais le niveau du film passe régulièrement du premier au second plan et vice-versa.
En 1975, la production des Aventures de Bernard et Bianca se poursuit. Le studio Disney règne sur le milieu de l'animation, les concurrents s'étant tournés vers la production de séries télévisées d'animation.

### Plusieurs projets et un seul film
Charles Salomon évoque la production intitulée Scruffy, dirigée pendant deux ans par Ken Anderson et centrée sur un macaque berbère de Gibraltar durant la Seconde Guerre mondiale. L'histoire est une adaptation du livre Scruffy (1962) de Paul Gallico. Cependant, le scénario est trop proche des précédentes productions : d'un côté, il met en scène un chef macaque chantant, rôle parfait pour Phil Harris mais trop semblable au Livre de la Jungle ; de l'autre, il représente une femelle macaque apprivoisée et choyée par ses maîtres, prénommée Amélia, qui se joint à la bande de Scruffy et menace ainsi de dissoudre son groupe, ressort de scénario déjà présent dans La Belle et le Clochard (1955) et Les Aristochats. Le couple formé par Scruffy et Amélia devait, après maintes péripéties avec un espion allemand et un général et son chien, devenir les parents adoptifs de jumeaux, ressort émotionnel présent dans Les 101 Dalmatiens (1961). Finalement cette production est restée inachevée à la fin des années 1970. L'autre production, Bernard et Bianca est portée par Fred Lucky, un dessinateur de presse canadien récemment arrivé chez Disney. Pour Fred Lucky, le mélange de singes et de soldats nazis dans Scruffy est une combinaison gagnante. Pourtant, la direction des studios a finalement choisi Bernard et Bianca.

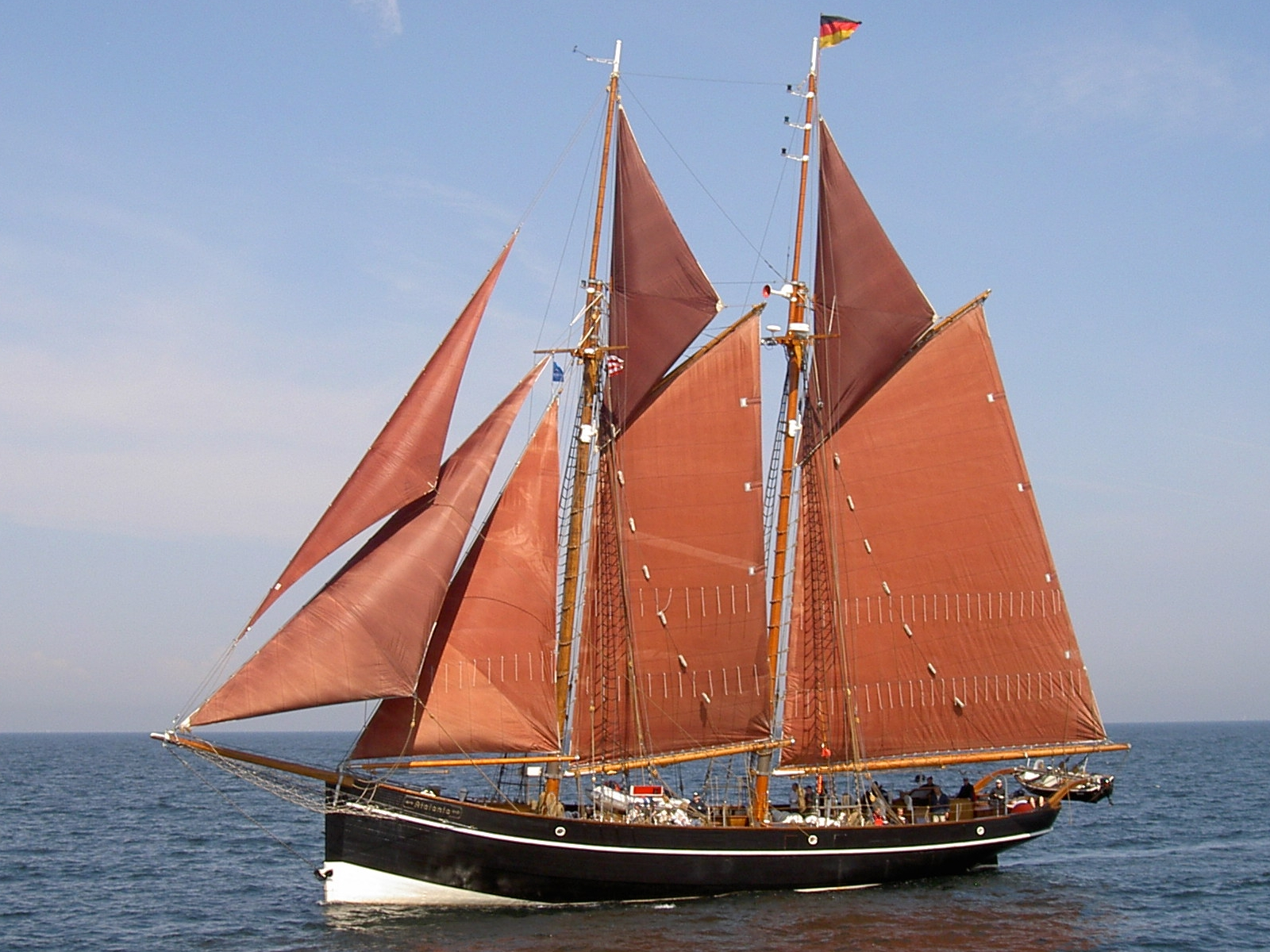
La goélette Atalanta en 2007, exemple de vaisseau hébergeant le Roi des pingouins d'une version préliminaire.

Une version de travail du film comprenait un ours nommé Louis qui s'échappait d'un zoo aidé par les deux souris Bernard et Bianca, et dont la voix devait être celle de Louis Prima (le roi Louie dans Le Livre de la jungle). D'après Fred Lucky, cet ours polaire était prisonnier en Arctique d'un Roi des Pingouins vivant dans une immense goélette et il devait danser pour son geôlier. Floyd Huddleston, auteur de Everybody Wants to be a Cat pour Les Aristochats (1970) compose six chansons pour Les Aventures de Bernard et Bianca interprétées par Louis Prima, Sam Butera et les Witnesses mais elles ne sont finalement pas utilisées,. Durant l'été 1975, Louis Prima commence à souffrir de maux de tête. En octobre 1975, il est opéré d'une tumeur au cerveau, opération qui le plonge dans un coma ; il meurt près de trois ans plus tard sans avoir repris connaissance. Ce projet est abandonné et l'équipe d'animation principale qui vient d'achever Robin des Bois se retourne vers l'ours polaire. Mais le décor arctique pose problème aux animateurs car trop vide.

### Geraldine Page en Médusa débloque la situation

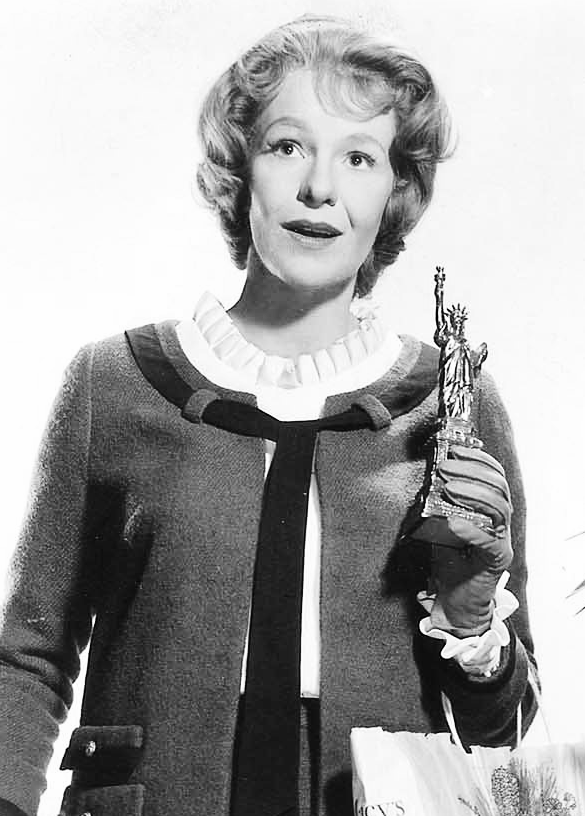
Geraldine Page en 1964.

Les Aventures de Bernard et Bianca sont basées sur les romans de Margery Sharp mais il y a plusieurs différences entre le film et l'œuvre originale. Ollie Johnston et Frank Thomas indiquent que le premier tome offre un scénario avec du suspense et du tragique mais pas assez d'humour, dans lequel les deux souris doivent sauver une petite fille captive d'une vieille femme froide et cruelle. Pour corriger cela, la méchante est rendue plus tape-à-l'œil et avec une personnalité plus excentrique. Les deux animateurs et auteurs expliquent que le scénario est revu de nombreuses fois pour exprimer le désir consumant de cette femme et ses sinistres plans, mais sans jamais donner entière satisfaction. La solution est finalement arrivée quand Geraldine Page est auditionnée pour la voix du personnage de Médusa, offrant un personnage fanatique et vaniteux. Les premiers concepts sont timides mais sa voix permet d'aller plus loin.
Un autre point du développement est la question des souris : sont-elles mariées ou non ? Afin de renforcer les émotions du film, les personnages sont des amateurs dans le métier du sauvetage et leur relation amoureuse balbutiante. Ainsi la scène où Bernard tente de poser son bras sur Bianca endormie contre lui sur l'albatros permet au public de se faire l'écho des premiers rendez-vous et de s'identifier aux personnages. Le fait d'avoir des amateurs au lieu d'un duo expérimenté et sûr de lui offre de nombreuses possibilités comme l'absence de logique de Bianca ou la maladresse de Bernard. Une séquence abandonnée conçue par Ken Anderson devait présenter les souris en train de se préparer pour la mission, Bianca sélectionnant différentes tenues, parfois inadaptées, tandis que Bernard, tel un James Bond, prend des inventions et des armes qu'il assure manier pour impressionner Bianca.

### Conception des personnages

#### Penny: une introduction complexe
Penny est inspirée du personnage de Patience, une jeune orpheline dans le roman de Margery Sharp. Enlevée par Mme Médusa afin de récupérer le diamant « l'Œil du Diable », elle jette à la mer une bouteille contenant un message de détresse. John Grant la décrit comme « une mignonne petite fille, un peu trop [mignonne] si l'on prend en compte sa voix. » Elle a des cheveux brun blond attaché à l'arrière et des yeux bleu gris assortis à sa robe. Pour Grant, comme de nombreuses personnes attrayantes, elle est convaincue de ne pas l'être et se sous-estime, ce qui permet à Mme Medusa de jouer avec ses sentiments. Penny est très attachée à son ours en peluche, Teddy, qui est le symbole de son absence d'amis. L'attachement à Teddy est toutefois la cause de la perte de Mme Medusa, Penny le gardant par devers tout alors qu'il contient le diamant.
Pour Lynda Haas, le film fait partie des nombreuses productions de Disney où le personnage principal n'a pas de mère. David Koenig s'amuse, dans son livre Mouse Under Glass, à réaliser un classement du « niveau d'orphelinage » mesuré sur une échelle de 1 à 100, du plus antipathique au plus pathétique-sympathique des personnages de Disney. Il y classe Penny en haut avec un score maximal, suivi par Quasimodo dans Le Bossu de Notre-Dame, Bambi puis Dumbo (scores entre 80 et 92).
Pour Thomas et Johnston, ce n'est donc pas la nature imprévisible et sauvage de Médusa qui retient l'attention du public mais la situation difficile et poignante de la petite fille esseulée. Pour Woolie Reitherman, bien qu'elle soit entourée de nombreux personnages forts, c'est Penny qui porte l'histoire par sa sincérité. Pour cette raison, le personnage est dessiné de façon réaliste, contrairement aux méchants au style graphique plus libre. C'est le scénariste Vance Gerry qui définit la bible du personnage, ses attitudes et expressions. Pour rendre le personnage de Penny réaliste, deux fillettes de cinq ans ont été filmées non pour reproduire des scènes du film mais pour trouver les limites des actions, les bons mouvements et la meilleure façon de les faire.
Afin de présenter le personnage de Penny et son désir d'être adoptée, une scène joyeuse d'une visite au zoo avait été prévue, esquissée et en partie animée,. Cependant, durant les réunions de production, il s'est avéré qu'une scène plus émouvante captiverait davantage le public. David Koenig précise qu'il fallait une scène rapprochant le personnage du public plus rapidement. Le pathos associé à Penny est au centre du film. Des danses ou chansons pour d'éventuelles rencontres avec de potentiels parents adoptifs ont été proposées mais le surplus de travail nécessaire a eu raison de ces idées.
Désireux d'émouvoir au plus vite le public, Vance Gerry suggère finalement l'image de Penny restant seule assise sur un lit, dans une chambre désertée par les autres enfants qui ont été adoptés, où elle est rejointe par le chat Rufus. Vance Gerry (pour les esquisses) et Larry Clemmons (pour le texte) développent ainsi l’idée qui apparaît dans le film. Gerry propose plusieurs possibilités pour l'angle de vue ou la proximité de la fenêtre de cette scène, avec Penny assise ou non sur son lit, différents uniformes, différentes tailles et dispositions de chambre. Gerry envisage Penny de face, de dos, de côté et chaque angle offre quelque chose de spécial, tout comme la relation avec le chat, qui passe ou non sous son bras. Le but est de se concentrer sur la plus intense affirmation d'une petite fille seule et triste, avec de la chaleur, de l'émotion et de la sincérité tout en en faisant une situation réaliste, mais aussi de captiver le public avec cette jeune héroïne. C'est l'animateur chargé de cette scène, Ollie Johnston, qui a décidé que la meilleure position était de dos car, avec les épaules baissées et la tête basse, elle semblait plus vulnérable et cela permettait d'intensifier, plus tard, le fait qu'elle affronte la tête haute ses adversaires. Cette position de dos permet aussi d'ajouter une scène au chat qui arrive et quémande des caresses, ce personnage étant plus malléable au niveau de l'animation.
Pour Frank Thomas et Ollie Johnston, le travail sur cette introduction est payant et, grâce à de subtils mouvements, l'émotion est large et l'impact de la scène puissant. Mais ils déclarent qu'il ne faut pas trop verser dans le dramatique pour les personnages et que si l'on essaye de reproduire le théâtre cela semble faux et fou. Mais « malgré les limitations [de l'animation, ils] ont trouvé des façons de développer les émotions qui ont touché le public partout dans le monde et élevé son esprit, ce qui est digne d'intérêt ». Ils citent William Faulkner pour qui le « sujet le plus difficile pour un écrivain est de mettre par écrit les problèmes du cœur humain en conflit avec lui-même » et déclarent que même l'animation peut prétendre à cet idéal. À l'opposé, la scène du bateau, durant laquelle Penny descend lentement de l'escalier dans la clarté de la lune, n'est pas parvenue à rendre le côté dramatique voulu lors de sa conception, ne conservant que son côté sombre.

#### Bianca, Bernard et Orville

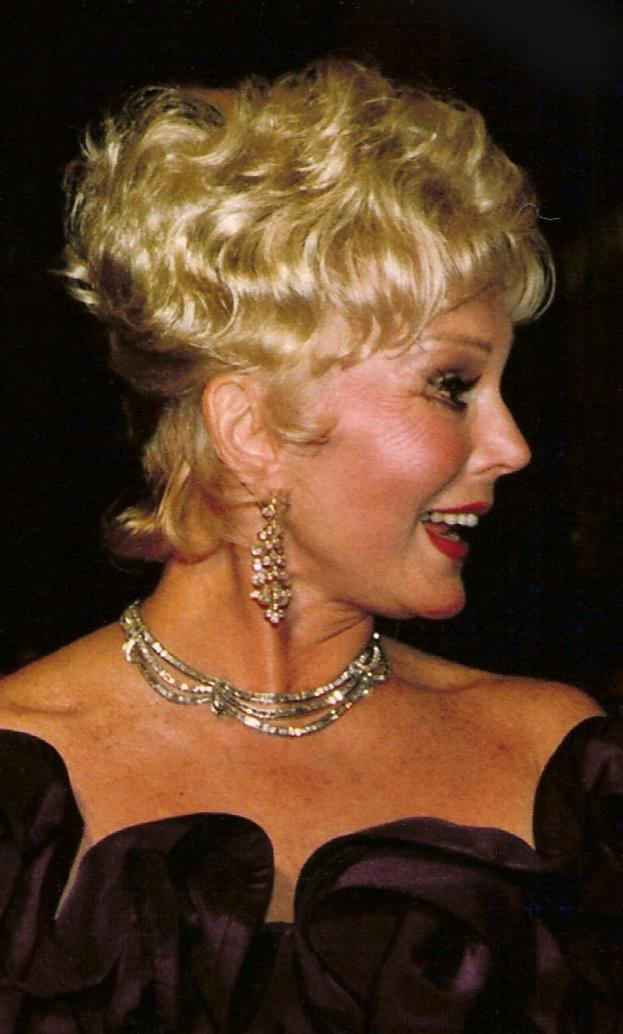
Eva Gabor (ici vers 1995) inspire et double le personnage de Bianca.

John Grant explique que Bernard et Bianca sont très différents des autres souris créées par le studio comme Mickey Mouse et qu'il est donc inutile de chercher des ressemblances entre eux. À l'opposé des premières souris du studio, Bernard et Bianca ont de nombreux traits des souris réelles, que ce soit la queue, les oreilles ou la moustache, mais ils ont un comportement beaucoup plus humain. Petit détail technique, le noir des yeux d'une souris ne possède pas de reflet blanc mais dans ce film il est laissé pour rendre les souris plus réalistes.
Miss Bianca est une souris blanche membre de la SOS Société, au sein de laquelle elle représente la Hongrie. Un important trait de caractère du personnage est son absence de peur face au danger. Dans la version originale, la voix de Bianca est celle d'Eva Gabor, tandis que Bob Newhart double Bernard. Pour Thomas et Johnston, Eva Gabor offre sa détermination et sa compassion à Bianca après avoir offert son charme et son élégance à Duchesse dans Les Aristochats (1971). Si l'on excepte le fait qu'elle est déléguée de la Hongrie, le pays d'origine de Bianca n'est pas mentionné clairement dans le film ou les documents de production, toutefois son accent est clairement européen. D'autres éléments sont par ailleurs associés par les auteurs à l'actrice Eva Gabor, comme l'élégance, le chic, le sens de la mode, sa crainte de froisser sa robe en montant sur l'albatros ou encore son parfum qui fait de l'effet aux crocodiles,. Jeff Kurtti voit donc dans la nationalité hongroise du personnage un hommage à Eva Gabor.
Bernard est le concierge de la SOS Société, comme dans les romans. Hormis le fait qu'il joue un rôle mineur dans le roman Miss Bianca, sa personnalité et ses traits sont conservés. Atteint de triskaïdékaphobie et un peu bègue, il est amoureux de Miss Bianca,. Pour Grant, le développement de cette dernière avec une personnalité et une apparence calquées sur Eva Gabor est si convaincant que le studio a adopté la même technique anthropomorphique pour les deux souris.
Les auteurs ont envisagé que Bernard et Bianca soient un couple marié de détectives professionnels mais l'absence de mariage permettait plus de romance. De même, les animateurs ont imaginé le mariage de Bernard et Bianca à la fin du film, mais par respect pour le roman, la scène fut éliminée. Bernard demandera néanmoins sa bien-aimée en mariage dans Bernard et Bianca au pays des kangourous (1990).
Un oiseau, probablement un pigeon, devait initialement servir de moyen de transport à Bernard et Bianca,. Son principal usage était d'être catapulté avec les deux souris. Cependant, ce rôle mineur ne permettait pas de développer un personnage. Finalement, l'animateur Ollie Johnston s'est souvenu d'un épisode des True-Life Adventures montrant le décollage et l'atterrissage maladroit des albatros,. Johnston est ainsi devenu le principal animateur de l'albatros Orville, comme du chat Rufus. Johnston a néanmoins été assisté par un nouveau venu des studios, Chuck Harvey, principalement sur la partie démarche de l'albatros,.
Le prénom de l'albatros Orville est inspiré du prénom de l'un des Frères Wright, pionniers de l'aviation américaine. Le capitaine Orville est conçu comme un ancien aviateur de la Première Guerre mondiale. La voix du personnage est, en version originale, celle de Jim Jordan, un animateur radio connu pour son rôle de Fibber McGee,,,, mais il approchait des 76 ans lors des premières prises de son et craignait de ne plus être en vie si d'autres prises étaient nécessaires. Bien qu'étant un personnage secondaire, la performance d'Orville est mémorable surtout à cause de son caractère maladroit. Il apparaît dans deux séquences, l'aller vers le Bayou du Diable et la scène finale vers une destination inconnue. Pour le comique, Orville semble ne pas se soucier du fait que, dans le pilotage, il y a deux étapes (le décollage et l'atterrissage), qu'il ne maîtrise ni l'une ni l'autre. En plus de la maladresse de l'albatros, sa jeune carrière de pilote fait qu'il exécute son treizième vol avec les deux héros comme indiqué sur le panneau d'envol, renforçant la triskaïdékaphobie de Bernard. Durant la production, son rôle a failli être supprimé au profit d'une simple compagnie aérienne, l'histoire n'ayant pas besoin de lui mais, en le développant et avec des interactions, son rôle s'est imposé. Pour Grant, c'est la voix de Rufus qui fait son succès alors que, pour Orville, c'est son animation, à l'instar de Dingo.

#### Autres protagonistes positifs

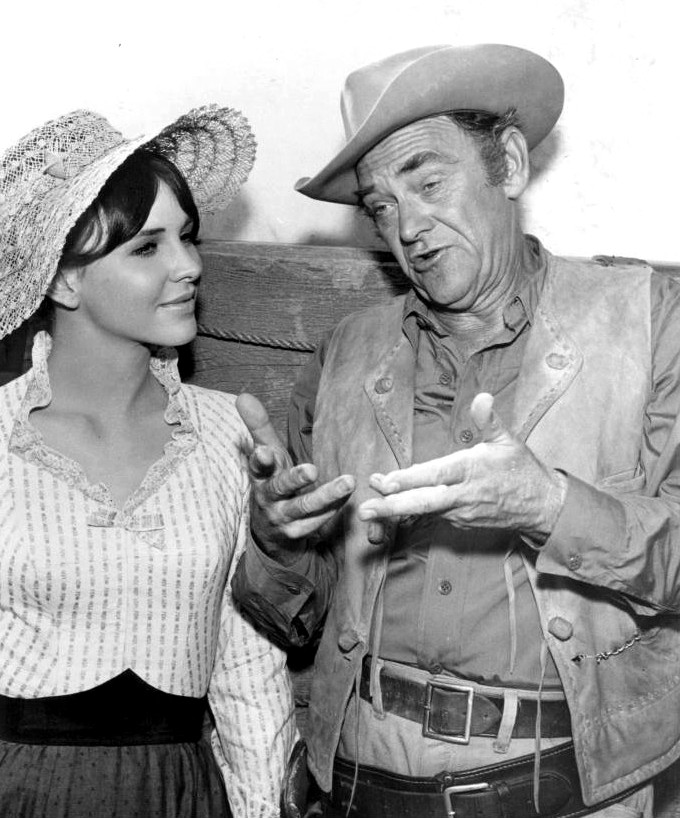
John McIntire, ici en 1963 avec sa fille Holly dans La Grande Caravane, donne sa voix au chat Rufus.

Le chat Rufus est un personnage mineur mais, pour Grant, il joue le même rôle que la Fée bleue dans Pinocchio (1940) ou la Fée-Marraine dans Cendrillon (1950), la magie en moins, en étant présent dans les principales scènes d'émotions. Sa seule fonction dans le film est de renseigner Bernard et Bianca sur Medusa. Rufus est basé sur les traits de l'animateur qui l'a conçu et animé, Ollie Johnston,. Pour Grant, la scène de flashback entre Rufus et Penny est un supplément gratuit mais qui fonctionne émotionnellement grâce aux dessins d'Ollie Johnston et à la voix de John McIntire. Son autre intérêt est son utilisation dans l'introduction de Penny car, en animation, il permet des expressions plus fortes grâce à un visage plus souple que celui de la petite fille triste, ses réactions en disant plus. À l'instar des souris anthropomorphes, Rufus est un humain dans un costume de chat.
Evinrude est une libellule qui aide les sauveteurs en leur servant de moteur de bateau dans le bayou. Elle sert aussi d'assistant technique pour Orville. C'est un personnage fort malgré son absence de parole et ses bruitages sont l'œuvre de Jim MacDonald. Dès que l'équipe d'animation a proposé une scène de libellule essoufflée, Jim MacDonald a cherché à associer un son réaliste et a imaginé une scie électrique ainsi qu'un tambour avec une membrane en plastique muni d'un bec d'air pulsé. Le studio Disney arrive à insuffler une personnalité à la libellule grâce à la scène de poursuite des chauve-souris. Le professeur de marketing Jean-Marc Lehue relie le nom du personnage au fabricant de moteurs de bateaux Evinrude Outboard Motors.
John Grant évoque aussi les personnages des rats musqués Elie Mae et Luke Mae, la tortue Gramps, la chouette Deacon, le lapin Deadeye et la taupe Digger. Elie Mae est la force derrière la rébellion du bayou, malgré sa tenue stéréotypée de femme au foyer maniant le rouleau à pâtisserie. Son époux Luke est, quant à lui, le stéréotype du Hillbilly ivre et somnolent. À l'origine, le personnage de leader de la rébellion était une grenouille-taureau dont la voix originale était celle de Phil Harris, mais celle-ci a finalement été supprimée car, pour Frank Thomas et Ollie Johnston, l'histoire doit contenir des situations permettant aux personnages de révéler leur personnalité. La voix de Jeanette Nolan a permis de donner à Elie Mae une chaleur délicate, mais aussi un cri terrifiant pour exprimer son coté agressif. Elle est conçue avec une personnalité de « femme d'intérieur germanique ». Bien que le personnage ait, à l'origine, été développé avec un caractère complexe afin d'offrir son aide à Penny, au fil de la production et du travail sur la principale séquence comprenant Elie, seule son ton maternel est conservé. Le personnage est conçu pour être sincère et convaincant mais, finalement, il n'a pas atteint le coté drôle qu'il doit avoir. Cet exemple de développement pour rien peut être dévastateur pour les animateurs, ce qui a fait dire à Ron Clements, alors fraîchement arrivé, que « le plus grand défi d'un animateur est de créer une relation de personnages à travers des images auxquelles le public peut croire. Pour lui, ces personnages existent — ils sont réels. Il est assez difficile de créer un personnage qui vit mais pour en faire deux ou plus interdépendants, c'est un rêve impossible ». Frank Thomas et Ollie Johnston répondent qu'il est possible de développer plusieurs personnages ensemble, s'il y a une relation entre eux comme pour les volontaires du marais, mais sans le conflit avec Elie Mae, la scène ne possède que très peu de vitalité.
Pour Grant, la tortue Gramps est notable parce qu'elle s'inscrit dans la même lignée que Toby Tortoise, mais aussi parce que l'animateur Larry Clemmons lui donne sa voix. Deacon fait aussi partie des nombreuses chouettes semblables du studio mais, au contraire de Mama dans Rox et Rouky (1981), Deacon sert uniquement à faire nombre dans la population du bayou, tout comme Deadeye et Digger. Les personnages secondaires du bayou forment une milice dénommée les « Swamps Vounteers » (volontaires du marais).
Grant note aussi la présence d'un grand nombre de personnages mineurs, presque des figurants, comme les trois souris découvrant la bouteille lancée par Penny, les humains visibles à la télévision (parmi lesquels se trouve un journaliste) et la cohorte d'humains et de souris des Nations unies, dont le président pompeux. Ce dernier est conçu comme une version souris de Robert Morley mais l'acteur a refusé de lui donner sa voix et il a finalement été remplacé par Bernard Fox. Grant distingue aux Nations unies les représentants humains et leurs contreparties murines suivants, l'Inde, l'Autriche, la Chine, la Corée, la France, l'Allemagne, les Pays-Bas, une nation africaine et l'Écosse, ce qui le conduit à s’interroger sur une possible reconnaissance de l'indépendance écossaise. Jack Shaheen, dans une étude sur la représentation des Arabes et les stéréotypes associés à Hollywood, mentionne le film pour la présence d'une délégation des pays arabes à la SOS Société.

#### MmeMédusaet ses acolytes

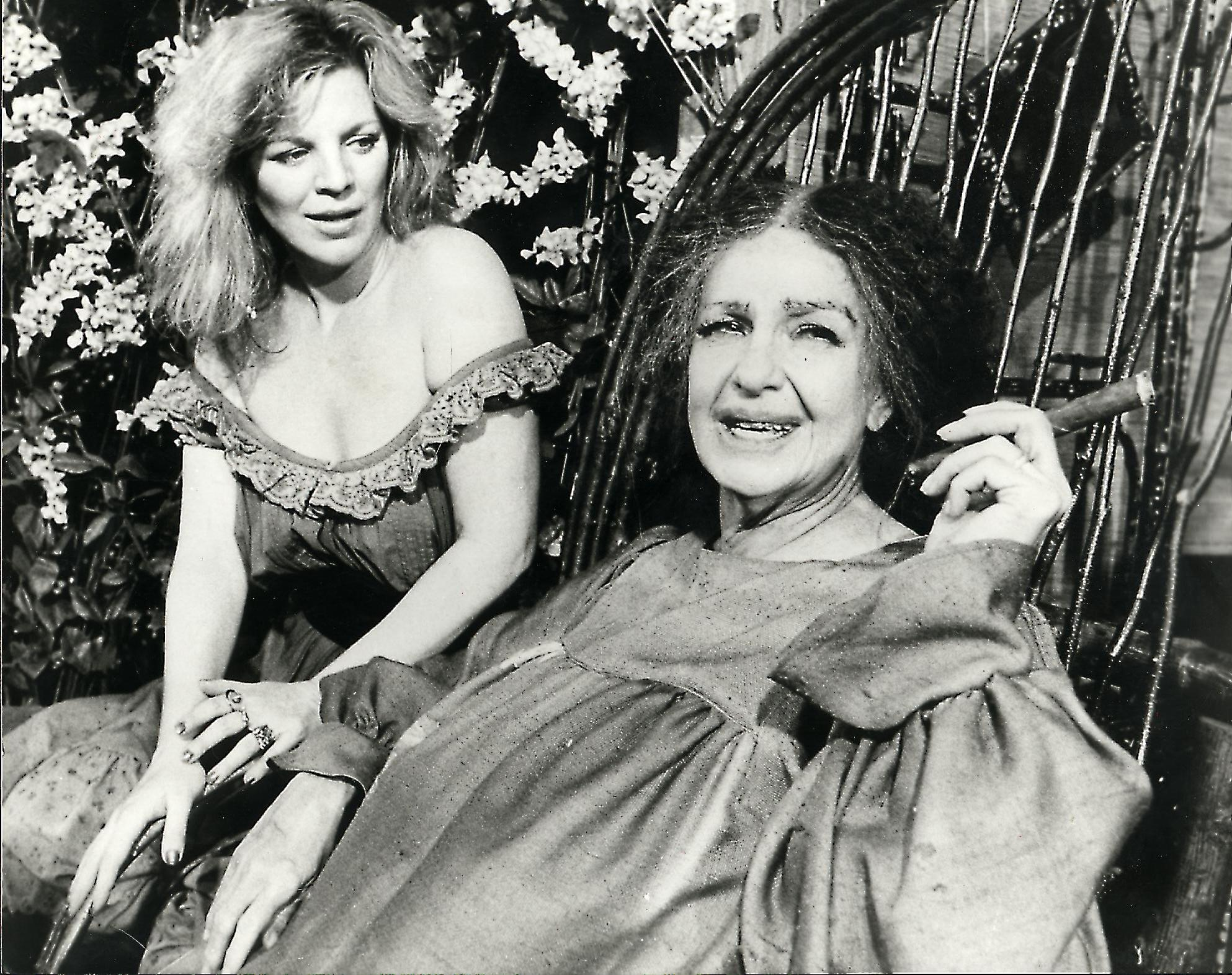
Geraldine Page (à droite) et Sabra Jones en 1984.

Propriétaire d'une boutique de prêteur sur gages, Mme Médusa enlève Penny et la contraint à trouver « l'Œil du Diable ». Durant la conception du personnage, Ken Anderson a esquissé plusieurs femmes étranges allant de l'ancienne maîtresse d'école à la criminelle. Initialement le personnage de Cruella d'Enfer, conçu par Marc Davis, avait été envisagé pour jouer le rôle de la méchante mais un nouveau personnage nommé Médusa a finalement été créé par Ken Anderson, animateur qui avait participé à la conception de Cruella,. Le studio Disney a alors pour politique de ne pas faire de suite à ses films. Médusa est une version modifiée de la Duchesse au Diamant du roman Miss Bianca avec qui elle partage peu de traits communs en dehors de sa mauvaise conduite des voitures. L'apparence du personnage est basée sur l'ex-femme de l'animateur Milt Kahl qui ne l'appréciait plus,. Milt Kahl arrivant à l'âge de la retraite,,, il avait à cœur que son dernier personnage soit le meilleur et a tellement insisté pour parfaire Médusa qu'il a fini par réaliser presque seul l'animation du personnage,,. La voix originale de Médusa est celle de Geraldine Page,.
Durant la scène où Mme Médusa se démaquille tout en préméditant l'enlèvement, l'animation de sa bouche est synchronisée avec ses propos mais, une fois tournée vers le miroir, l'animation de ses yeux, liée au retrait de ses faux cils, n'a alors plus rien à voir avec ses paroles. Pour Frank Thomas et Ollie Johnston, cette scène animée par Milt Kahl démontre une grande habileté dans l'utilisation des bases de l'animation. Si l'action avait été liée à un autre dialogue, ce comique lié au démaquillage aurait été perturbant. John Culhane compare cette scène à une version en mouvement d'une caricature d'Honoré Daumier, de la série Croquis d'expressions. Pour John Grant, Mme Médusa est plus proche d'une femme habillée en méchante qu'un génie du mal et c'est uniquement sa monomanie irrationnelle envers le plus gros diamant du monde qui la motive au point d'abandonner là où ils sont d'autres diamants plus petits. Comme de nombreux méchants monomaniaques, elle se retrouve à la fin du film sans l'objet de ses désirs. Johnston et Thomas la décrivent comme une femme négligée, dure, impitoyable et instable qui a toujours vécu grâce à son intelligence. Charles Champlin du Los Angles Times la voit comme une chanteuse de nightclub négligée et dépassée. Pour Charles Salomon elle n'a pas de grande scène comme Ursula ou Cruella et sa monomanie la rend comique voire ridicule. Johnston et Thomas écrivent que la plupart des animateurs du studio ont apprécié cette caricature de sorcière mais ce n'est pas le cas du public.
Bien qu'elle fasse partie du groupe des méchantes de Disney motivées par une monomanie, comme la Reine-sorcière, Maléfique ou Cruella d'Enfer, sa peur des souris en fait une méchante comique et non terrifiante. Elle n'a pas d'intérêt à laisser Penny en vie mais, selon John Grant, ce n'est pas à cause de la malice ou de la cruauté et, même si elle est prête à tirer sur Mr. Snoops et Penny, elle n'est pas la source de cauchemar. Médusa rejoint, avec Cruella d'Enfer, les caricatures de femmes un peu folles, souvent ridicules de différentes manières, mais toujours fascinantes. Médusa n'est pas une meurtrière car, lorsqu'elle utilise un fusil pour tirer sur les souris dans un moment de panique, elle rate son coup, détruisant ses propres affaires.
Néron et Brutus sont les deux crocodiles de Médusa et ils sont basés sur deux chiens du roman nommés Tyran et Tourment. Ce sont les deux animaux de compagnie de Médusa et ils ne sont pas différentiables. Ils partagent le rôle de cerbères gardant Penny et possèdent une certaine intelligence, comme le démontre la scène avec l'orgue. En raison de l'absence de dialogue et du faible nombre d'expressions, les crocodiles n'ont pas nécessité de distorsion de la forme [de base] d'un crocodile. Pour David Koenig, ils souffrent du « Syndrome Pluto », des adjuvants animaliers qui n'ont pas la parole alors que d'autres personnages animaliers anthropomorphes ou non en sont dotés.
Mr. Snoops, l'acolyte de Mme Médusa, est basé sur le personnage de Mandrake chez Margery Sharp. Son physique est une caricature de l'historien de l'animation John Culhane, décédé le 31 juillet 2015,,,,,. Son nom est lié au fait que le journaliste passait beaucoup de temps à espionner (« snoop » en anglais) autour du studio. Maltin et Grant s'accordent sur le fait que la plupart des personnages animaliers du film sont des pures créations d'animation mais Snoops fait exception pour les personnages humains. Johnston et Thomas expliquent que Milt Kahl avait participé à une conférence pour les élèves de la School of Visual Arts de New York sur invitation de John Culhane en 1973 et que, pour promouvoir l'événement, il a réalisé une caricature de lui-même assis avec Culhane bâillonné sur ses genoux avec Robin des bois. En montrant cette affiche aux studios, Woolie Reitherman déclare qu'il a trouvé le méchant de Bernard et Bianca, l'acolyte de Médusa, Mr. Snoops. D'après un article de Culhane dans le New York Times d'août 1976, le journaliste explique qu'il a visité les studios de Disney et que les animateurs semblaient s'intéresser à lui d'un peu trop près. Culhane prétend qu'il a pratiquement été dupé en posant pour diverses réactions, et ses mouvements ont été imités sur la feuille de modèle de M. Snoops,. Joe Flynn réalise l'enregistrement de la voix de Mr Snoops juste avant sa mort en 1974, durant sa dernière semaine de travail pour le studio. Pour Grant, Snoops est un idiot et un technocrate de bas niveau qui utilise des gadgets, un arsenal de fusées éclairantes et feux d'artifice, pour assouvir son besoin de puissance mais ceux-ci contribuent à le faire perdre, dans l'explosion du bateau. Snoops et Médusa utilisent tous les deux des armes considérées comme modernes, biologique pour Médusa et des missiles pour Snoops.
Dans un article interne au studio de 1976, Culhane explique comment il est devenu le modèle pour le personnage de Snoops : 

« En fouillant dans les studios Disney lors de missions précédentes, j'avais fait la connaissance de Milt Kahl, un maître animateur qui a également conçu de nombreux personnages des dessins animés de Disney. En mai 1973, Milt a participé à une conférence dans une classe où j'enseignais et a accepté de dessiner une affiche pour annoncer l'événement. Sur l'affiche, il nous caricaturait lui-même et moi. Lorsque Milt est revenu aux studios, les artistes travaillant sur Bernard et Bianca cherchaient un aspect pour l'un des méchants. Dans le script, il est décrit comme nerveux, indécis et dominé par Médusa. Le gars aux jambes courtes avec Milt sur l'affiche ressemblait au réalisateur Woolie Reitherman comme ce genre de gars, et ils l'ont nommé, d'après ma profession, « M. Snoops ». Avant même de le voir à l'écran, j'ai réalisé que Snoops me ressemblait en effet parce que, partout où j'allais dans les studios Disney cette année-là, les artistes qui me croisaient dans les couloirs se retournaient et marquaient un temps d'arrêt avant de se dire « C'est lui, d'accord, c'est M. Snoops ». »

Culhane déclare que « Devenir un personnage de Disney était au-delà de [ses] rêves de gloire les plus fous ».

### Animation et incohérences
Le film a nécessité quatre années de production, 250 artistes dont 40 animateurs qui ont réalisé plus de 330 000 dessins et 750 décors, pour les 14 séquences réparties en 1 039 scènes. L'équipe de scénaristes supervisée par Larry Clemmons a pris plus d'un an pour adapter les deux livres de Margery Sharp.
Le générique du film est réalisé en animation limitée (sketchy) en utilisant les pastels de Mel Shaw pour illustrer le voyage d'une bouteille depuis le Golfe du Mexique jusqu'au port de New York, la partition instrumentale The Journey (le Voyage) offrant de nombreux possibilité de mouvement de caméras selon la même méthode utilisée dans Les Trois Caballeros (1944) ou Mélodie Cocktail (1948). Pour la suite, graphiquement, le film marque l'arrêt chez Disney de l'animation limitée utilisée durant les années 1960 et 1970. Cet arrêt est dû à l'amélioration du procédé de xérographie désormais capable des nuances de gris et des tons doux en plus des contours noirs.
Thomas et Johnston expliquent que le système de xérographie utilisé à grande échelle sur Les 101 Dalmatiens (1961) donne une impression de délicatesse moindre, d'absence de soin du détail à l'opposé des films d'avant-guerre, sentiment partagé par Walt Disney et le public. Mais ce problème est résolu à partir de Bernard et Bianca grâce à l'usage d'une ligne grise (de traçage) supprimant la ligne brutale et épaisse au profit d'un dessin plus doux. Le gris est obtenu avec un nouveau toner développé pour les machines Xerox. Certains critiques y ont vu un nouveau style graphique, mais Johnston et Thomas écrivent que c'est juste un simple changement. Thomas et Johnston précisent que le studio continue d'utiliser les mêmes ficelles avec, par exemple, l'envol de l'albatros au-dessus de Manhattan pour rendre la scène de déplacement plus théâtral à l'instar des nains rentrant de la mine passant sur un tronc couché.
Frank Thomas et Ollie Johnston découpent le film en 13 séquences, ce qui semble être pour eux « une constante des films Disney entre 10 et 15 » :
1. Bouteille à la mer et envoi à la SOS Société
2. Le vieux chat Rufus de l'orphelinat évoque Penny aux souris
3. la boutique de prêteur sur gages et le départ de Médusa
4. Abandonnée
5. Orville et le décollage
  - (numérotée 5 bis) Le bayou du diable, tentative de fuite Penny rattrapée par les crocodiles, les volontaires du marais et Evinrude alerte les animaux
6. Médusa et Snoops complotent, souris poursuivies par les crocodiles jusqu'à l'orgue
7. Médusa parle à Penny, chanson triste, les souris arrivent et préparation du plan de sauvetage
8. Evinrude envoyé pour chercher du secours, course-poursuite avec les chauves-souris
9. Abandonnée
10. Abandonnée
11. Penny dans la caverne des pirates
  - (numérotée 8 bis) fin de la course-poursuite d'Evinrude et départ de la patrouille des volontaires
12. L'échappée, la redécouverte du diamant et explosion des feux d'artifice
13. Fin heureuse et départ des souris pour une nouvelle mission

Lors de la production, l'équipe décide que le moment fort du film sera la scène où Penny, Bernard et Bianca recherchent le diamant alors qu'une vague menace de submerger la cave. Cependant, lors des visionnages, un membre du studio fit remarquer que le courant étant quasiment inexistant dans les bayous, il n'y avait pas de vagues,. Après de longs débats, un animateur demanda : « Ça gêne qui ?… C'est juste un dessin animé ». Le public ne tint en effet pas rigueur au studio de cette incohérence. Johnston et Thomas considèrent la scène de la marée montante dans la caverne des pirates comme la représentation de la Nature brutale à l'image du feu de forêt dans Bambi (1942) ou les éléments dans le segment L'Apprenti sorcier de Fantasia (1940). Pour rendre réaliste la scène de la caverne et la notion de profondeur, les animateurs ont ajouté une scène où Bernard glisse. À l'inverse, pour ne pas rendre la scène de la caverne trop sombre et effrayante, les animateurs ont supprimé les ombres que la lanterne aurait dû porter.
David Koenig note quant à lui que les souris de la SOS Société sont très douées car, malgré l'entrée qui n'est qu'un petit trou dans un mur, elles ont réussi à installer dans leur quartier général, une vieille commode dont les tiroirs servent de balcons, un livre servant d'estrade, une bobine pour pupitre et même un écran 19 pouces à la fin du film. Au mur, il est possible d'apercevoir une montre Mickey Mouse qui sert d'horloge.

Quelques lieux et éléments de l'histoire
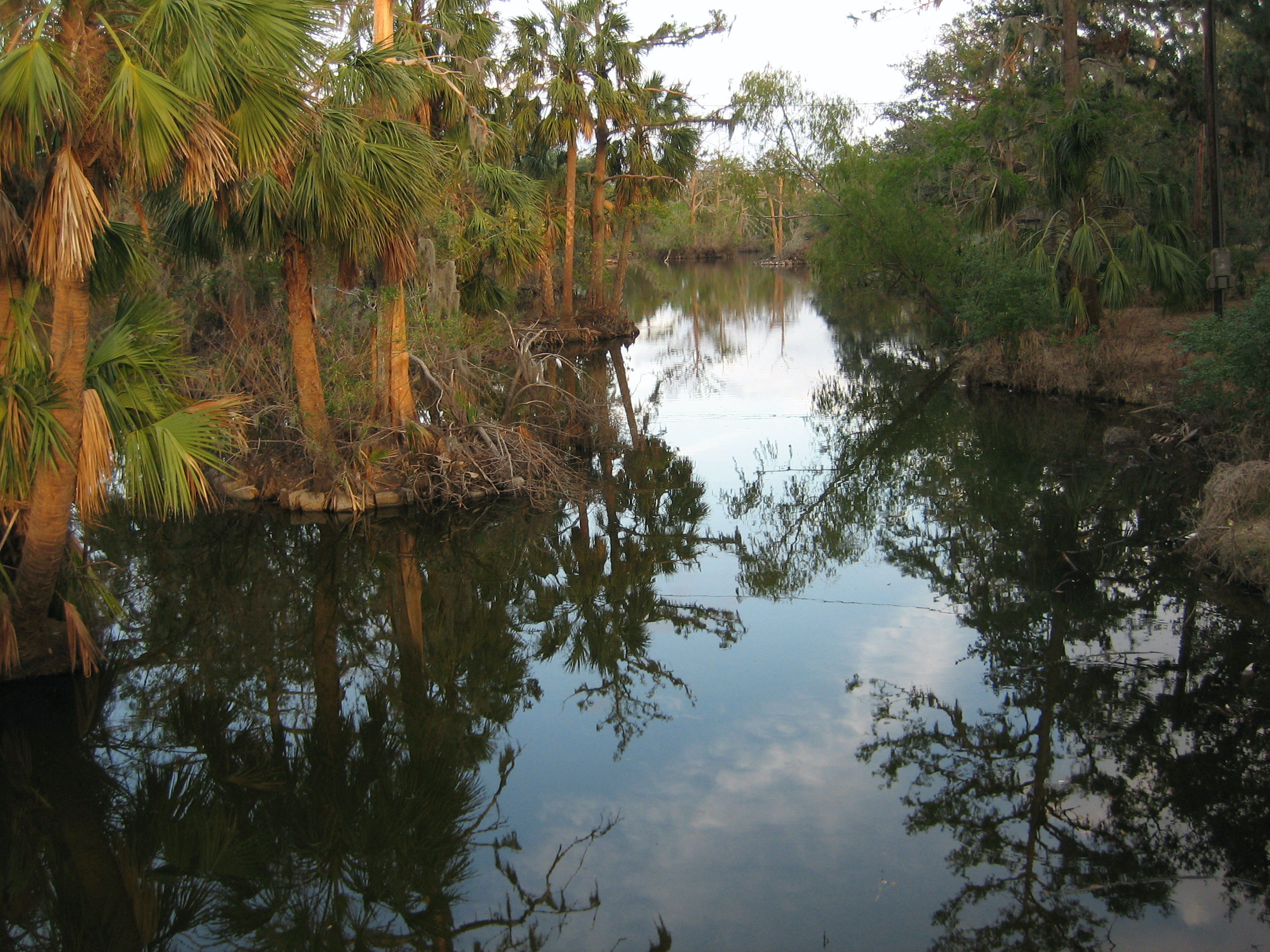
Bayou de la métairie en Louisiane.
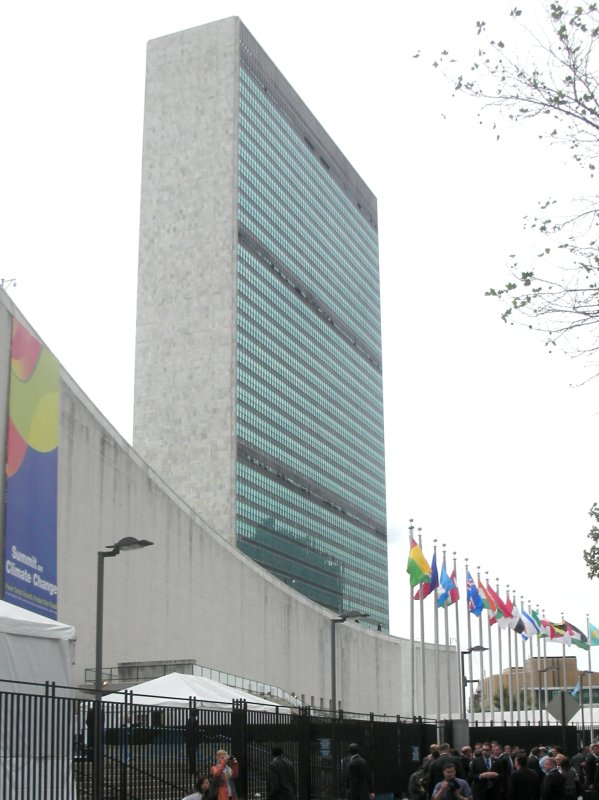
Le Siège des Nations unies à New York.
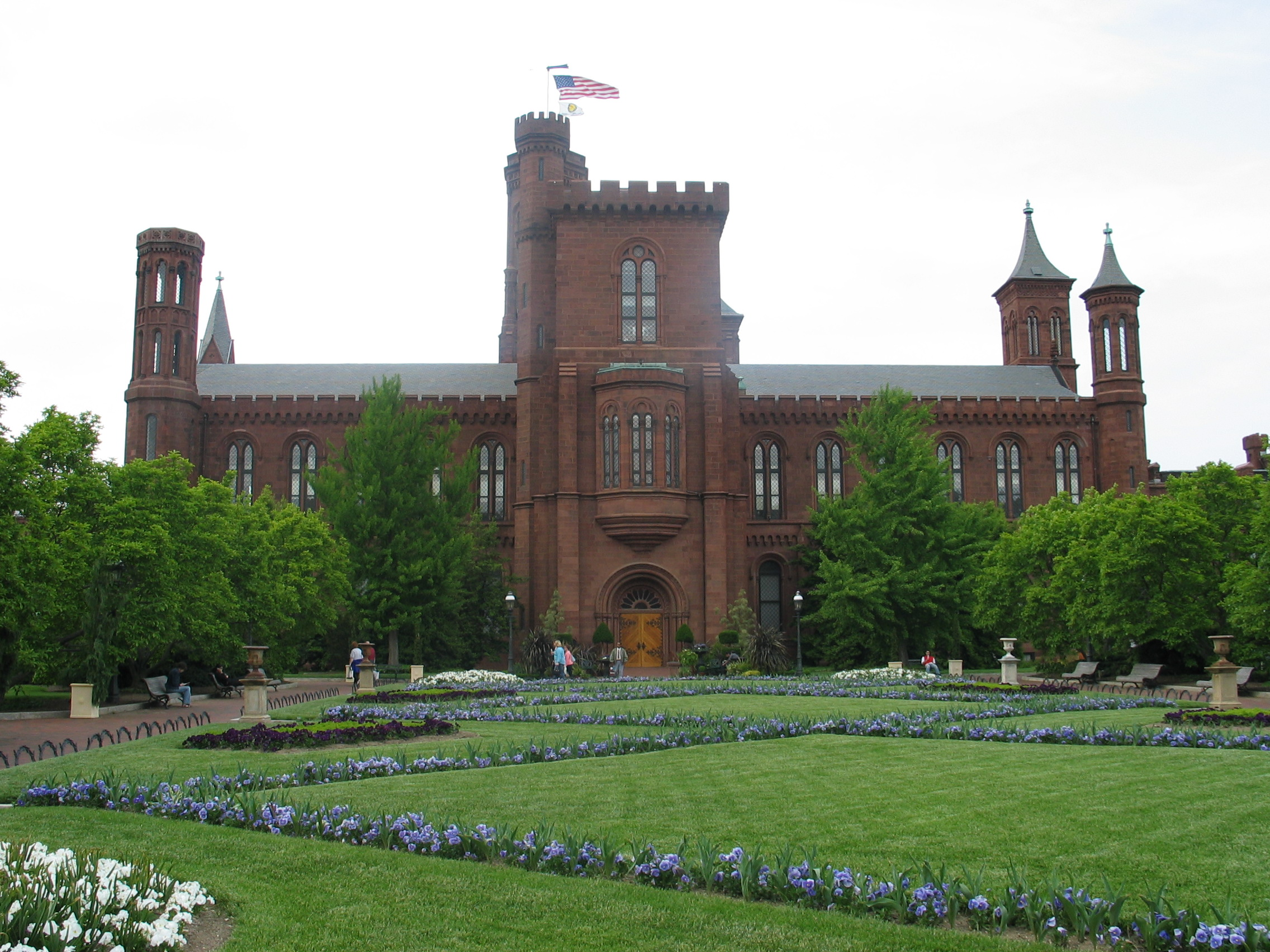
Le siège de la Smithsonian Institution à Washington (DC).
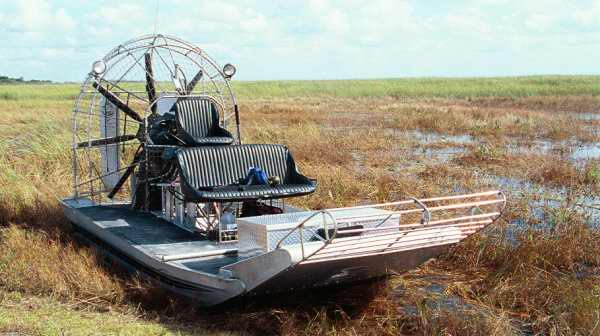
Un hydroglisseur.

### Musique originale
Les chansons du film ont été composées par Sammy Fain, Carol Connors et Ayn Robbins et interprétées en version originale par Shelby Flint. Reprenant un procédé inutilisé par le studio Disney depuis Bambi (1942), la plupart des chansons importantes font partie de la narration et ne sont pas associées à un personnage du film. Sammy Fain avait initialement écrit trois chansons pour le film mais, à la suite d'une audition de Carol Connors et Ayn Robbins pour une comédie musicale, la production a envisagé une musique plus contemporaine. Ensuite, Ron Miller a demandé à Artie Butler, connaissance de Connors et Robbins, d'écrire la bande sonore. Butler a composé les musiques d'ambiance du film en essayant de rendre les tâches des souris presque irréalisables en raison de leur différence de taille par rapport aux humains, par exemple quand elles cherchent à déplacer le diamant. Connors devait écrire une chanson pour Mme Médusa mais non intégrée au scénario, elle n'a jamais été demandée à la compositrice.

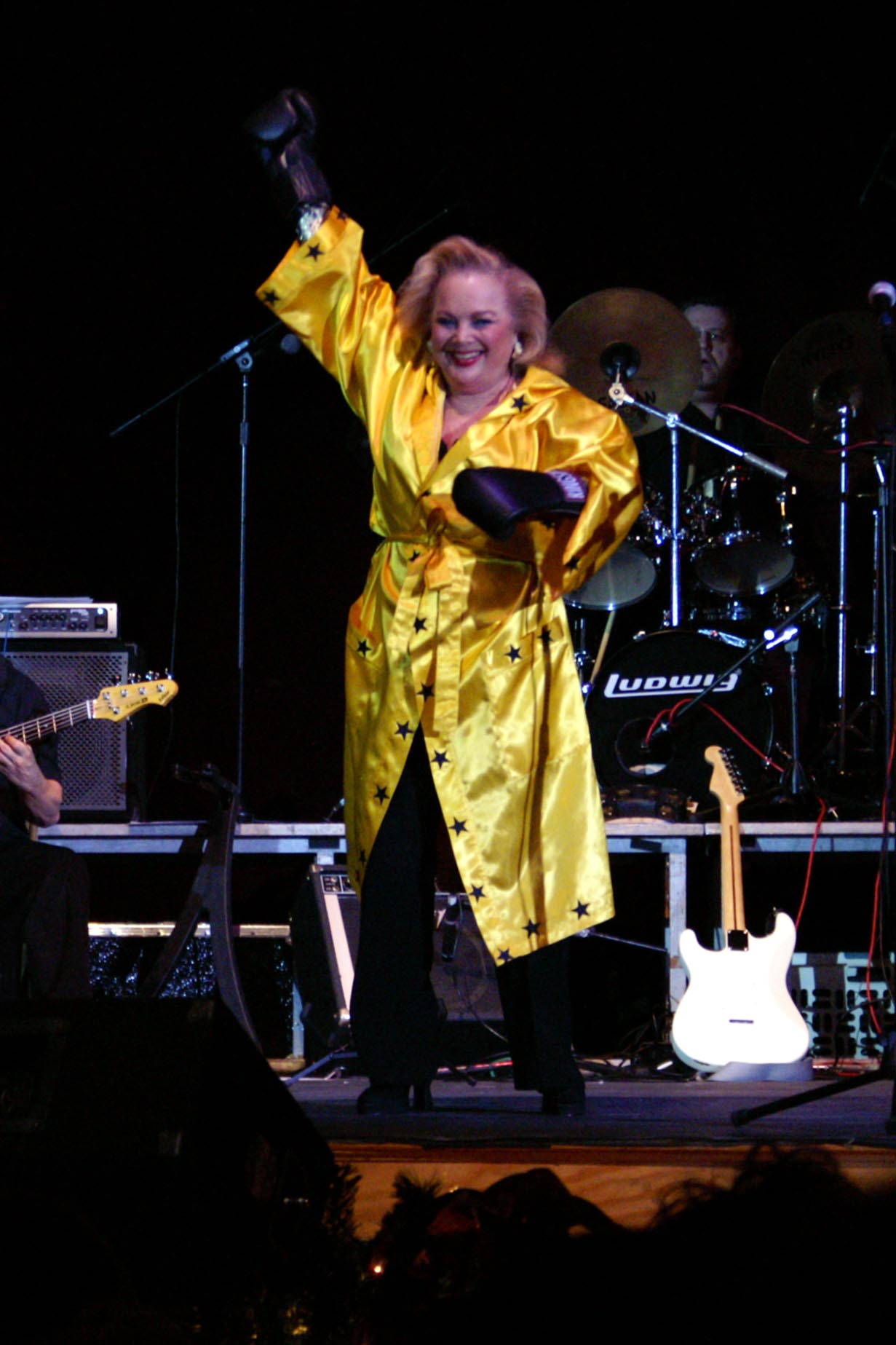
Carol Connors sur scène en 2007.

La chanson The Journey aussi nommée Who Will Rescue Me? est présente dans le générique du début et illustre le parcours de la bouteille jetée à la mer par Penny depuis le bayou jusqu'à New York. Impressionné par la musique, Wolfgang Reitherman a envoyé un animateur 24 heures dans un van en bord de plage pour qu'il esquisse la scène. La seconde chanson Rescue Aid Society est interprétée durant la réunion de la SOS Société par Bernard, Miss Bianca et plusieurs membres des délégations internationales. La chanson est conçue comme un hymne à l'image de la Mickey Mouse March de l'émission The Mickey Mouse Club. Durant la chanson, ce n'est pas Eva Gabor qui donne sa voix à Bianca mais Robie Lester, narratrice pour Disneyland Records depuis 1965 qui avait déjà remplacé Eva Gabor pour le film Les Aristochats (1970). Robie Lester avait subi deux chirurgies cardiaques en 1972 et pensait ne pas revenir sur le devant de la scène en raison de la disparition de ses producteurs et réalisateurs. La chanson Rescue Aid Society est reprise plus tard dans le film par Bianca et Bernard seuls comme un mantra lors d'une phase de doute. Tomorrow is Another Day est interprétée par Bernard et Bianca durant leur voyage vers le bayou sur le dos d'Orville et à la fin du film lorsque le duo repart pour une nouvelle mission. La chanson est composée par Connors et Robbins la nuit suivant le visionnage des esquisses de la scène, alors qu'ils avaient une semaine pour le faire.
Sammy Fain avait écrit une chanson intitulée The Need to Be Loved pour la scène où Penny perd espoir après avoir été vertement prise à partie par Médusa. Reitherman appréciait la mélodie mais a demandé à Connors et Robbins d'écrire de nouvelles paroles, et la chanson est devenue Someone's Waiting For You. La version The Need to Be Loved était interprétée par Jennifer Paz et Paul Francis Webster.
Le film comprend d'autres éléments chantés absents de la bande originale. Pour l'impression du vinyle, la musique d'ambiance est ajoutée au dialogue, méthode plus utilisée par Disney Records depuis Le Livre de la Jungle, mais le directeur du label Jymm Magon décida de couper les chansons et les quatre principales chansons n'ont été disponibles qu'une année plus tard. Faith is a Bluebird n'est pas une chanson mais un poème récité par Rufus et Penny durant un flashback qui montre le chat essayant de réconforter la petite orpheline. L'oiseau en question est un merlebleu de l'Est graphiquement semblable à un oiseau bleu présent au début d'Alice au pays des merveilles (1951). Une variation de la chanson populaire For He's a Jolly Good Fellow, intitulée For Penny's a Jolly Good Fellow, est interprétée à la fin du film par les orphelins qui accueillent Penny.
Source version française : Disney-planet.fr

## Sortie et accueil

### Première exploitation
Le film est achevé après quatre ans de production pour un budget estimé à 7,5 millions de USD, ce qui en fait le film d'animation le plus cher des années 1970, dépassant le budget de La Belle au bois dormant (1959), lui-même estimé à 6 millions de USD,,,,.
La première du film Les Aventures de Bernard et Bianca a lieu à Washington le 19 juin 1977, avant une sortie nationale aux États-Unis le 22 juin 1977, seulement 4 semaines après la sortie de La Guerre des étoiles (sorti le 25 mai 1977) et presque 40 ans après le premier long métrage de Disney, Blanche-Neige et les Sept Nains (1937). Le film reçoit un bon accueil de la part de la critique et rencontre le succès commercial. Lors de sa sortie, le film était précédé aux États-Unis du court-métrage documentaire A Tale of Two Critters mettant en scène un castor et un ours. En France, le film sort le 30 novembre 1977 et il est accompagné des court-métrages L'Atelier du père Noël (1932) et Arizona Sheepdog (1955). L'émission Les Visiteurs de Noël consacre au film une section promotionnelle de 5 minutes le 28 décembre 1977. Les Aventures de Bernard et Bianca  récolte 16 millions d'USD aux États-Unis et au Canada et 32,1 millions d'USD à l'international.
Dès sa sortie en France le 30 novembre 1977, le film réalise un important démarrage avec 516 696 entrées et se positionne au premier rang du box-office français, dépassant le film de George Lucas. Les Aventures de Bernard et Bianca est, pour sa première semaine, présent dans vingt-et-une salles parisiennes et attire 147 522 spectateurs. Durant sa sortie en France, les 7,2 millions d'entrées du film dépassent celles de Star Wars. Avec 5 219 476 entrées, Les Aventures de Bernard et Bianca finit ainsi numéro un du box-office des films sortis en France en 1977.
Il est aussi le plus important film de l'année en Allemagne de l'Ouest avec 9,7 millions d'entrées. Ce résultat en Allemagne a mis 17 ans avant d'être dépassé par Le Roi Lion, qui réalisa un score de plus de 11 millions d'entrées.
À la fin de la période de sortie initiale, les recettes aux États-Unis et au Canada totalisent 19 millions d'USD et 41 millions à l'international. En 1978, Harmetz annonce des recettes de 45 millions d'USD pour l'Europe de l'Ouest. Quelques années plus tard, le montant total généré par le film est estimé à 48 millions d'USD en salle à l'international,.

### Accueil critique
Les Aventures de Bernard et Bianca est le premier film d'animation du studio Disney à devenir un succès commercial depuis Livre de la jungle (1967) et le dernier avant La Petite Sirène (1989). Il marque ainsi la fin de la seconde partie du Premier Âge d'Or des studios, débutant avec Cendrillon (1950). Il est aussi le premier succès du studio dans lequel Walt Disney n'a pas été impliqué. Les Aventures de Bernard et Bianca est le plus important succès de Disney depuis Mary Poppins (1964), et préfigure le Second Âge d'or de l'animation ou la Renaissance du studio.
Variety considère Bernard et Bianca comme une « admirable histoire simple » avec une vraie terreur et un marais gothique. Le film est, pour le magazine, « la meilleure œuvre des animateurs Disney depuis de nombreuses années, restituant le métier à ses anciennes gloires ». L'une des meilleures scènes est celle avec l'albatros Orville. De plus, le film a une approche plus aventureuse de la stylisation des couleurs et des décors que les précédents, avec une délicate palette de pastel utilisée à un effet de grande envergure.
Charles Champlin du Los Angeles Times a salué le film comme « le meilleur long métrage d'animation de Disney depuis une décennie ou plus - le plus drôle, le plus inventif, le moins gêné, le plus cohérent et émouvant du début à la fin, et probablement le plus important de tous, c'est aussi le plus touchant de cette manière unique que la fantaisie a de porter des vibrations de la vie réelle et des sentiments réels ».
Vincent Canby du New York Times écrit que « le film n'appartient pas à la même catégorie que les précédents longs métrages d'animation de Disney (Blanche-Neige et les Sept Nains, Bambi, Fantasia) mais c'est un rappel d'un genre de divertissement animé et joyeux qui a pratiquement disparu ».
Le critique Gene Siskel du Chicago Tribune attribue deux étoiles et demi sur quatre et écrit que « Voir un film d'animation Disney de nos jours, c'est le comparer aux classiques de Disney sortis il y a 30 ou 40 ans. Bernard et Bianca est léger, en effet. Ses thèmes sont oubliables. C'est surtout une histoire d'aventure ». Siskel répond à Gary Arnold du Washington Post qui voit dans Bernard et Bianca des similarités avec Star Wars, principalement le sauvetage d'une jeune femme mais les ressemblances ne font pas un film. Pour Siskel, il y a de nombreux personnages mais l'histoire est maigre.
Ellen MacKay de Common Sense Media donne quatre étoiles sur cinq, considérant que c'est une grande aventure mais trop sombre pour les plus jeunes. TV Guide attribue trois étoiles sur cinq au film, estimant que « Bernard et Bianca est un film magnifiquement animé qui a prouvé que Disney a encore le savoir-faire de la fabrication de plats pour enfants de qualité alors même que leurs antécédents s'affaiblissaient ». Le Rotten Tomatoes recense 81 % d'approbations avec une note moyenne de 6,46/10 à partir de 31 revues et le consensus s'établit sur « une animation unique, des personnages décalés et un travail vocal affectueux de Bob Newhart et Eva Gabor, le film représente un point lumineux dans l'après âge d'or de Disney ».

### Ressorties des années 1980 et 1990
Le film est rediffusé au cinéma en 1983, et 1989. Aux États-Unis, Les Aventures de Bernard et Bianca ressort en 1983 et récolte 21 millions d'USD. Le 17 mars 1989, le film ressort à nouveau et récolte 21,1 millions d'USD. Le film totalise des revenus bruts de 75 millions d'USD sur le sol américain pour un total de 169 millions d'USD. Le film ressort en salle aux États-Unis le 16 décembre 1983, cette fois en Dolby Stéréo accompagné par le moyen métrage Le Noël de Mickey, première apparition de Mickey Mouse à l'écran depuis 1953.
Cette ressortie de Bernard et Bianca est remarquable car Le Noël de Mickey est le retour d'une tradition vieille de plus de 50 ans, un court métrage de Disney dépassant le succès du long métrage qu'il accompagne. Pour sa ressortie le 2 décembre 1987, le film fait un démarrage avec 244 186 entrées et attire 2 millions de spectateurs supplémentaires et totalise 7 219 476 entrées.
En 1989, afin d'anticiper la sortie de la première suite du studio Disney, Bernard et Bianca au pays des kangourous prévu en 1990, le studio Disney rediffuse Les Aventures de Bernard et Bianca au cinéma en mars.

### Autres exploitations
Les premières sorties DVD se font au début des années 2000, le 21 novembre 2001 en Australie, le 28 janvier 2002 au Royaume-Uni, puis le 20 mai 2003 aux États-Unis[réf. nécessaire]. La version américaine contient un court documentaire sur les méchants de Disney mais aucune information sur le film. En France, le DVD est édité le 15 octobre 2002.
Le 21 août 2012, le film sort pour la première fois aux États-Unis en Blu-ray dans une nouvelle version restaurée pour célébrer son 35e anniversaire, avec un coffret comprenant la suite Bernard et Bianca au pays des kangourous. Cette version comprend aussi une chanson supprimée Peoplitis, des esquisses de scènes supprimées dont celle de l'ours.

### Controverses
Pour David Koenig, le film est gentillet et s'en sort bien de manière surprenante au box-office, mais son innocuité apparente ne l'a pas empêché d'être censuré au Danemark et en Scandinavie pour violence suggérée.
Le 8 janvier 1999, trois jours après la seconde sortie en VHS du film aux États-Unis, Walt Disney Home Video procède au rappel de 3,4 millions de cassettes en raison d'une image répréhensible dans un décor,,,,,,. À environ 38 minutes, alors que Bernard et Bianca sont sur le dos d'Orville, une image de femme nue avait été ajoutée dans une fenêtre de l'immeuble à l'arrière-plan,,,. L'image de cette femme nue est floue et apparaît de manière consécutive dans seulement deux des 110 000 images du film et nécessite de visionner le film au ralenti image par image pour être vue,,,,. Personne ne l'avait remarquée durant les projections au cinéma. Elle aurait été ajoutée durant la post-production et pas par un animateur,,. Lors de la première édition en VHS en 1992, l'image avait été recouverte lors du transfert du négatif vers le master de la cassette,. Malheureusement la réédition de 1999 avait été refaite à partir du master original, d'où le rappel.
Cette affaire survient alors que, depuis 1997, la Convention baptiste du Sud demande le boycott des films Disney après plusieurs problèmes d'images subliminales à caractère sexuel présentes dans Aladdin (1992), Le Roi lion (1994) ou des propos inappropriés dans La Petite Sirène (1989),.

## Analyse

### Une équipe en plein renouvellement
Les Aventures de Bernard et Bianca est le premier film de Disney à associer les talents de l'équipe d'animateurs et scénaristes d'origine des studios (dont certains des Neuf Sages de Disney) avec la nouvelle garde, moins expérimentée et recrutée au début des années 1970,. Le studio profite, pour ce film, de la première promotion du California Institute of the Arts (CalArts), fondé par Disney en 1961, qui s'installe sur son propre campus en 1977 même si, pour Mark Arnold, la nouvelle génération d'animateurs n'est vraiment disponible que pour Rox et Rouky (1981). Pour John Grant, Les Aventures de Bernard et Bianca est un film « transitionnel » qui marque le passage de l'ancienne école d'animateurs Disney à la nouvelle. Quelques membres des Neuf Sages jouent un rôle important dans la genèse du film mais le générique montre l'arrivée de nombreux nouveaux talents. C'est la dernière collaboration entre les vétérans du studio Milt Kahl, Ollie Johnston et Frank Thomas,. John Lounsbery est décédé en 1976 plus d'un an avant la sortie du film, supervisant la réalisation de certaines séquences. Après le film, Milt Kahl a pris sa retraite, Frank Thomas et Ollie Johnston ont participé à la production suivante Rox et Rouky (1981) avant de prendre conjointement leur retraite tandis que la nouvelle génération prenait la relève,.
Pour Frank Thomas et Ollie Johnston, la scène d'introduction de Penny est un bon exemple de collaboration entre animateur, ici Larry Clemmons, et scénariste, ici Vance Gerry aussi concepteur du personnage. La séquence est d'abord joyeuse permettant d'accepter cette jeune fille pleine d'assurance et de gaité avant des scènes plus tristes qui n'auraient pas été acceptées par le public dans le sens contraire. Pour William Kallay qui ne précise pas lesquelles, de nombreuses critiques considèrent le film comme le retour du studio à son ancienne gloire. Mais c'est aussi le chant du cygne pour les vétérans du studio Kahl, Johnston, Thomas, Reitherman et Lounsberry.
C'est aussi la première participation de Don Bluth en tant qu'animateur et non plus assistant animateur qui dévoile ses talents. Parmi les nouveaux animateurs impliqués dans la production du film, plusieurs ont joué un rôle important dans la Renaissance Disney des années 1990. On peut citer John Pomeroy, Glen Keane, Ron Clements, Gary Goldman et Andy Gaskill. La plupart des animateurs est formée sous la supervision d'Eric Larson et ils font ici leurs débuts. Grant note aussi l'arrivée de Chuck Harvey sur la partie démarche de l'albatros.

### Une production modeste
Les Aventures de Bernard et Bianca est, selon John Grant, un petit film modeste mais il n'est pas que cela car le studio avait des ambitions simples et elles ont été atteintes. Il a été chaudement accueilli par les critiques et a eu un résultat correct au box-office. Pour Grant, les critiques préfèrent la sécurité et la réussite à ce qui est plus périlleux et imparfait.
Depuis Les 101 Dalmatiens (1961), le studio n'a pas conservé un outil de production de qualité élevée et plusieurs productions sont considérées comme sans intérêt. Parmi ces dernières, Grant liste Merlin l'Enchanteur (1963), Le Livre de la jungle (1967), œuvre avec du charme mais légère et mal construite, Robin des Bois (1973), le moins satisfaisant, et enfin Les Aristochats (1970), souvent considéré comme une variante féline des 101 Dalmatiens, même s'il sort un peu du lot. Pour Grant, le film Les Aventures de Bernard et Bianca partage autant d'éléments communs avec Les 101 Dalmatiens mais n'a jamais été considéré comme une variante, au contraire des Aristochats. Dans ce contexte, Grant considère Bernard et Bianca comme un rappel bienvenu que la magie Disney est toujours présente.
Mark Arnold considère le film comme le plus agréable des trois longs métrages d'animations des années 1970 mais aussi comme le dernier fait d'armes de l'ancienne garde d'animateurs, une nouvelle génération prenant place durant la période. L'harmonie et les rouages instaurés par Disney ont été perturbés depuis le décès de Walt Disney.
Pour Frank Thomas et Ollie Johnston, la scène finale du film où Medusa est traînée derrière un Swamp Mobile est caractéristique du cheminement durant la production de tous les films Disney, les animateurs souhaitant ajouter des gags aux nombreuses bonds, éclaboussures et coups pris par la méchante alors que le réalisateur hésitait, préférant se concentrer sur le ressenti, avec un gros plan sur son visage.
Finalement, les critiques sont plates vis-à-vis du film, « personne ne perd son calme, personne ne le déteste profondément, personne ne l'adore. [L'ambiance] est calme et sans controverse tout comme la relève de la Garde des animateurs. » Pour Grant, le studio Disney « doit faire quelque chose pour insuffler une nouvelle direction et éviter de baratter [la crème] de Robin des Bois et d'espérer que cela prenne. Mais avant qu'une nouvelle branche pousse, il faut consolider l'existant. » Pour Grant, il ne faut pas attendre plus du film qu'un divertissement pour toute la famille. Plusieurs des pratiques du studio n'ont pas été reprises dans le film, comme la personnalisation des personnages par rapport aux acteurs qui leur donnent leur voix, à l'exception de Miss Bianca, ou comme les chansons s'insérant de manière intrusive dans l'action. Les personnages ont été solidement établis par l'équipe de scénaristes dans une histoire bien délimitée. Mais, selon Grant, le scénario n'est pas la part la plus importante du film, c'est la conception des personnages qui est l'élément fort du film, principe qui est repris dans les productions suivantes des années 1980 comme Rox et Rouky (1981), Taram et le Chaudron magique (1985) et Basil, détective privé (1986).

### Un dessin animé de son temps comparé à ses prédécesseurs
C'est le quatrième long métrage d'animation Disney dont l'action est située dans le présent à la sortie du film, après Les 101 Dalmatiens (1961). En revanche, c'est le premier long métrage à posséder un prologue avant le générique. Une partie de l'histoire est dévoilée avant le défilement du générique. Durant le générique, la caméra se déplace au-dessus de photographies statiques alors qu'auparavant le studio avait pour habitude d'utiliser des cellulos sur lesquels les crédits s'affichaient au-dessus de décors immobiles, parfois le même fond pour tout le générique comme pour Blanche-Neige et les Sept Nains (1937).
Parmi les films d'animation Disney des années 1960 à 1990, plusieurs jeunes garçons devaient être les personnages principaux mais ont reçu une personnalité banale, comme Moustique dans Merlin l'Enchanteur (1963) ou Taram dans Taram et le Chaudron magique (1985). Selon Grant, le studio Disney a découvert l'efficacité d'avoir un personnage central presque neutre comme contrepoint à la folie des personnages secondaires. Les Aventures de Bernard et Bianca applique le même principe, à la différence que Penny est une fille et non un garçon et que, dans la mentalité occidentale, un personnage féminin doit être sauvé et non se sauver lui-même. En ajoutant ces éléments, Penny devient un adjuvant, même la raison d'être du film autour duquel tout se joue mais qui n'y contribue virtuellement en rien.
Pour Lynda Haas, Elizabeth Bell et Laura Sells dans From Mouse to Mermaid, Bernard et Bianca et sa suite font partie des six films de Disney dans lesquels la domination des femmes par l'homme et des humains sur la nature sont apparents, en lien avec les propos sur l'écoféminisme développés par Karen J. Warren. Les autres films sont Les 101 Dalmatiens (1961), Le Livre de la jungle (1967), La Petite Sirène (1989) et La Belle et la Bête (1991). Patrick D. Murphy parle quant à lui d'androcentrisme. Malgré les changements dans la société américaine, notables dans le film, un chaperon masculin est nécessaire pour la mission de sauvetage.
Patrick D. Murphy note que Médusa, tout comme le personnage de McLeath dans le second opus, sont des méchants motivés par la cupidité, à l'image de Cruella dans Les 101 Dalmatiens (1961). Cruella d'Enfer et Mme Médusa sont deux femmes sophistiquées, archétypes de celles que l'on peut rencontrer à un cocktail ou un dîner, au timbre de voix aristocratique, des personnalités dominatrices et convaincues de leurs droits. Leurs actions sont toujours les bonnes et celles des autres mauvaises, ce qui est renforcé par la présence d'un ou plusieurs comparses benêts et maladroits. Les deux femmes sont monomaniaques, avares et s'attaquent à des jeunes, enfants ou chiots. Mais Cruella, avec sa flamboyance, est beaucoup plus terrifiante que Médusa. John Grant fait remarquer que les comparaisons, lors de la sortie du film, entre Cruella d'Enfer et Mme Médusa étaient assez favorables mais que, le temps passant, il est difficile d'en être aussi sûr. La comparaison des deux films est sans intérêt mais celle des deux antagonistes reste pertinente.

### Prémices d'une renaissance
Durant les années 1960 et 1970, les films Disney mettent l'accent sur la comédie au lieu de l'histoire, de l'émotion ou du drame. Janet Wasko écrit que la plupart des productions des années 1970, après la mort de Roy Oliver Disney et l'arrivée de Donn Tatum à la direction de Disney, est constituée de navets. De fait, même les films ayant eu le plus de succès comme Robin des Bois (1973), Les Aventures de Bernard et Bianca (1977) ou Le Trou noir (1979), n'égalent pas les succès des décennies précédentes. Bernard et Bianca offre au cinéma d'animation un retour au drame comme le studio avait pu le faire avec Bambi (1942) ou Dumbo (1941). Frank Thomas et Ollie Johnston considèrent Bernard et Bianca comme leur retour à un film avec des sentiments et le meilleur sans Walt Disney. Pour Leonard Maltin, Les Aventures de Bernard et Bianca est « une bouffée d'air frais pour tous ceux intéressés par le futur de l'animation Disney ».
Maltin apprécie l'humour et l'imagination du film, imbriqués avec expertise dans une structure historique solide… avec une agréable distribution de personnages. C'est, pour Maltin, le film d'animation le plus satisfaisant depuis Les 101 Dalmatiens (1961) et il surpasse les productions animées de son temps. Maltin ajoute que le principe de créer des personnages typiquement d'animation sans rechercher une forme de réalisme a fait longtemps défaut aux productions Disney des années 1960 à 1980, jusqu'à la sortie des Aventures de Bernard et Bianca. Pour Charles Solomon, alors que les animateurs semblent aimer se répéter avec Les Aristochats (1970), Robin des Bois (1973) et Rox et Rouky (1981), Bernard et Bianca apporte une éclatante et rare dose d'imagination.
Mark Arnold indique qu'après le succès de la sortie du film, le studio a décidé de poursuivre la production d'autres films d'animation réalisés par les nouveaux animateurs comme Le Petit Âne de Bethléem. Dans un processus de reconnaissance entamé avec Robin des Bois qui est le premier à inclure des assistants animateurs dans les crédits ainsi que cinq assistant animateur clé, Bernard et Bianca crédite 15 animateurs et 11 assistants.
Patrick D. Murphy écrit que Bernard et Bianca et sa suite Bernard et Bianca au pays des kangourous (1990) introduisent une nouveauté par rapport aux films précédents, un sauvetage inter-espèce. Mais il note qu'entre les deux opus, il y a une inversion des genres, héroïne et méchante dans le premier, masculins dans le second.

## Adaptations et réutilisations

### Bande dessinée
Une adaptation en bande dessinée est publiée en septembre 1977 dans le magazine Walt Disney Showcase. Elle est diffusée en France en tant que feuilleton dans Le Journal de Mickey pendant 4 semaines (du numéro 1326, daté du 27 novembre 1977, au numéro 1329 daté du 18 décembre 1977).

### Jeu de société
Un jeu de société est édité en 1977 par Mako et réédité en février 2006. Destiné aux plus jeunes, ce jeu est constitué de deux parties : la première est un jeu d'adresse reprenant le voyage d'Orville, la seconde est un jeu de dé pour collecter des objets et procéder au sauvetage de Penny dans le bateau.

### Jeux vidéo
Dans le jeu vidéo Disney Magic Kingdoms, Bernard, Miss Bianca, Penny et Orville apparaissent en tant que personnages jouables dans le scénario principal du jeu, ainsi que SOS Société et le Bateau de Madame Médusa comme attractions,.

### Album musical
En 1987, la chanteuse et ambassadrice Disney Douchka Esposito sort un 45 T comportant 3 chansons dont Bernard et Bianca.

### Cinéma et télévision
Après trois sorties entre 1977, 1983 et 1989, Les Aventures de Bernard et Bianca est le premier long métrage d'animation Disney à avoir fait l'objet d'une suite. Un second opus, Bernard et Bianca au pays des kangourous, sort en effet le 16 novembre 1990. Ce film prend place dans l'Outback, l’arrière-pays australien, et pousse Bernard et Bianca à sauver un jeune garçon prénommé Cody d'un braconnier. En raison de la mort de Jim Jordan, le personnage d'Orville est remplacé par un autre albatros, Wilbur auquel John Candy prête sa voix,.
Le personnage de Penny aurait, quant à lui, dû réapparaitre dans le film Oliver et Compagnie (1989). Dans une version préliminaire, Penny vivait désormais à New York avec sa famille adoptive et son chat Rufus. L'idée fut abandonnée mais la ressemblance physique entre Jenny et Penny a été conservée.